# Височинна болест
Височинната болест се характеризира с няколко синдрома, които могат да се проявят при неаклиматизирани хора скоро след като се изкачат на голяма височина. Тази болест обикновено се появява на височина над 2500 m, но може да се забележи дори и под 2000 m.
Има три вида височинна болест:
- Остра височинна болест (AMS).
- Височинен мозъчен оток (HACE).
- Височинен белодробен оток (HAPE).

Други прояви на височинната болест включват:
- Височинно периодично дишане.
- Височинна ретинопатия (HARH).
- Хронична планинска болест.
- Неостра височинна болест.